# 에브리타니아현
에브리타니아 또는 에우뤼타니아(그리스어: Ευρυτανία)는 그리스의 현으로, 중앙그리스 지방에 속하며, 현 소재지는 카르페니시이다. 에브리타니아 현은 1947년에 에톨로아카르나니아 현에서 떨어져 나와 설치되었다. 이 지역 거의 전체가 산지이며, 남쪽에는 팀프리스토스와 파나이톨리코가 있다. 에브리타니아의 강으로는 서쪽의 아헬로오스 강, 동쪽의 아그라피오티스 강, 그리고 이오니아해로 흐르는 동쪽의 메그도바 강이 있다. 이곳은 그리스 현 가운데 인구가 매우 적은 지역이며, 지역 번호를 하나밖에 쓰지 않는 곳이기도 하다. 에브리타니아 현 서쪽에는 에톨로아카르나니아 현이, 동쪽에는 프티오티스 현이 있다. 에브리타니아는 카르페니시 인근 팀프리스토스 산에 스키 시설로 유명하다.